# Veneer
Veneer foi o álbum de estreia do cantor e compositor sueco José González. 
Este álbum foi posto à venda em 2003 na Suécia, a 25 de Abril de 2005 no resto da Europa e a 6 de Setembro de 2005 nos Estados Unidos da América.

## Faixas
Todas as músicas foram compostas pelo próprio, exceto as indicadas.
1. "Slow Moves" – 2:52
2. "Remain" – 3:45
3. "Lovestain" – 2:18
4. "Heartbeats" (The Knife) – 2:40
5. "Crosses" – 2:43
6. "Deadweight on Velveteen" – 3:27
7. "All You Deliver" – 2:20
8. "Stay in the Shade" – 2:23
9. "Hints" – 3:52
10. "Save Your Day" – 2:30
11. "Broken Arrows" – 1:58

## Músicos
- José González – vocal, guitarra, percussão
- Stefan Sporsen – trompete